# كيوهي كوروكي
كيوهي كوروكي (باليابانية: 黒木 恭平) (مواليد 31 يوليو 1989)، هو لاعب كرة قدم ياباني سابق كان يلعب كمدافع.

## وصلات خارجية
- كيوهي كوروكي على موقع رابطة كرة القدم اليابانية للمحترفين (اليابانية)
- كيوهي كوروكي على موقع قاعدة بيانات كرة القدم.إي يو (الإنجليزية)
- كيوهي كوروكي على موقع Soccerway.com (الإنجليزية)
- كيوهي كوروكي على موقع عالم كرة القدم.نت (الإنجليزية)